# Astragalus fragrans
Astragalus fragrans är en ärtväxtart som beskrevs av Carl Ludwig von Willdenow. Astragalus fragrans ingår i släktet vedlar, och familjen ärtväxter. Inga underarter finns listade i Catalogue of Life.